# Делигёз, Экин
Экин Делигёз (род. 21 апреля 1971, Токат) — немецкий политик турецкого происхождения, член партии Союз 90/Зелёные.

## Биография
Родилась 21 апреля 1971 года в турецком городе Токат. Окончила школу в Вайсенхорне. Затем училась в Констанцском и Венском университетах. В феврале 1997 года получила гражданство Германии.
Ещё будучи студенткой, вступила в молодёжное отделение партии Зелёных в Баварии. В 1998 году была избрана в бундестаг, переизбиралась в 2002, 2005 и 2009 годах.
В 2002—2005 годах входила в парламентскую группу партии Зелёных. В 2009—2013 годах занимала должность заместителя официального представителя парламентской группы.
В 2016 году Делигёз проголосовала за принятие резолюции, в которой события 1915 года назывались геноцидом. После этого её и ещё 10 членам бундестага турецкого происхождения, голосовавшим за, была приставлена полицейская охрана и обеспечены прочие меры для обеспечения безопасности их как на работе, так и в повседневной жизни. Также министр иностранных дел Германии посоветовал Делигёз отказаться от поездок в Турцию, в связи с тем, что по его мнению ей там угрожает опасность: президент Турции Реджеп Эрдоган заявил, что турки голосовавшие за принятие резолюции, «запятнаны кровью».

### Личная жизнь
Замужем, двое детей.